# Felipe Arizmendi Esquivel
Felipe Arizmendi Esquivel (1. svibnja 1940.) meksički je prelat Katoličke Crkve koji je služio kao biskup biskupije San Cristóbal de las Casas od 2000. do 2015. godine. Od 1991. do 2000. bio je biskup Tapachule.
Papa Franjo je 25. listopada 2020. najavio da će ga imenovati kardinalaom na konzistoriju zakazanom za 28. studenog 2020. godine. Na tom ga je konzistoriju papa Frajo proglasio kardinalom-svećenikom crkve San Luigija Maria Grigniona de Montforta.